# Division de Dera Ismail Khan
La division de Dera Ismail Khan (en ourdou : ڈیرہ اسماعیل خان ڈویژن) est une subdivision administrative du sud de la province de Khyber Pakhtunkhwa au Pakistan. Elle compte plus de trois millions d'habitants en 2023, et sa capitale est Dera Ismail Khan.
La division regroupe les districts suivant :
- district de Dera Ismail Khan
- district de Tank
- district du Waziristan du Sud, depuis 2018.

Frontalière avec l'Afghanistan, la division est majoritairement peuplée de Pachtounes, et sa frontière est contestée par le pays voisin. Elle comprend également une importante minorité de Saraikis. Peu développée et majoritairement rurale, la division est reculée et connait une certaine instabilité, surtout à proximité de la frontière. Elle est touchée par l'insurrection islamiste au Pakistan et les opérations de l'armée pakistanaise ont permis de repousser les insurgés talibans, notamment au Waziristan du Sud.

## Histoire
La subdivision est créée à la fin du XIXe siècle par le pouvoir colonial du Raj britannique. Elle est alors connue sous le nom de « district de Dera Ismail Khan », plus large que l'actuel district. Lors de l'indépendance du Pakistan en 1947, la division inclut aussi celle qui deviendra plus tard la division de Bannu, lors du recensement de 1981. 
Comme l'ensemble des divisions pakistanaises, la subdivision a été abrogée en 2000 avant d'être rétablie en 2008. En 2018, avec la réforme supprimant les régions tribales, le Waziristan du Sud rejoint la division.

## Démographie

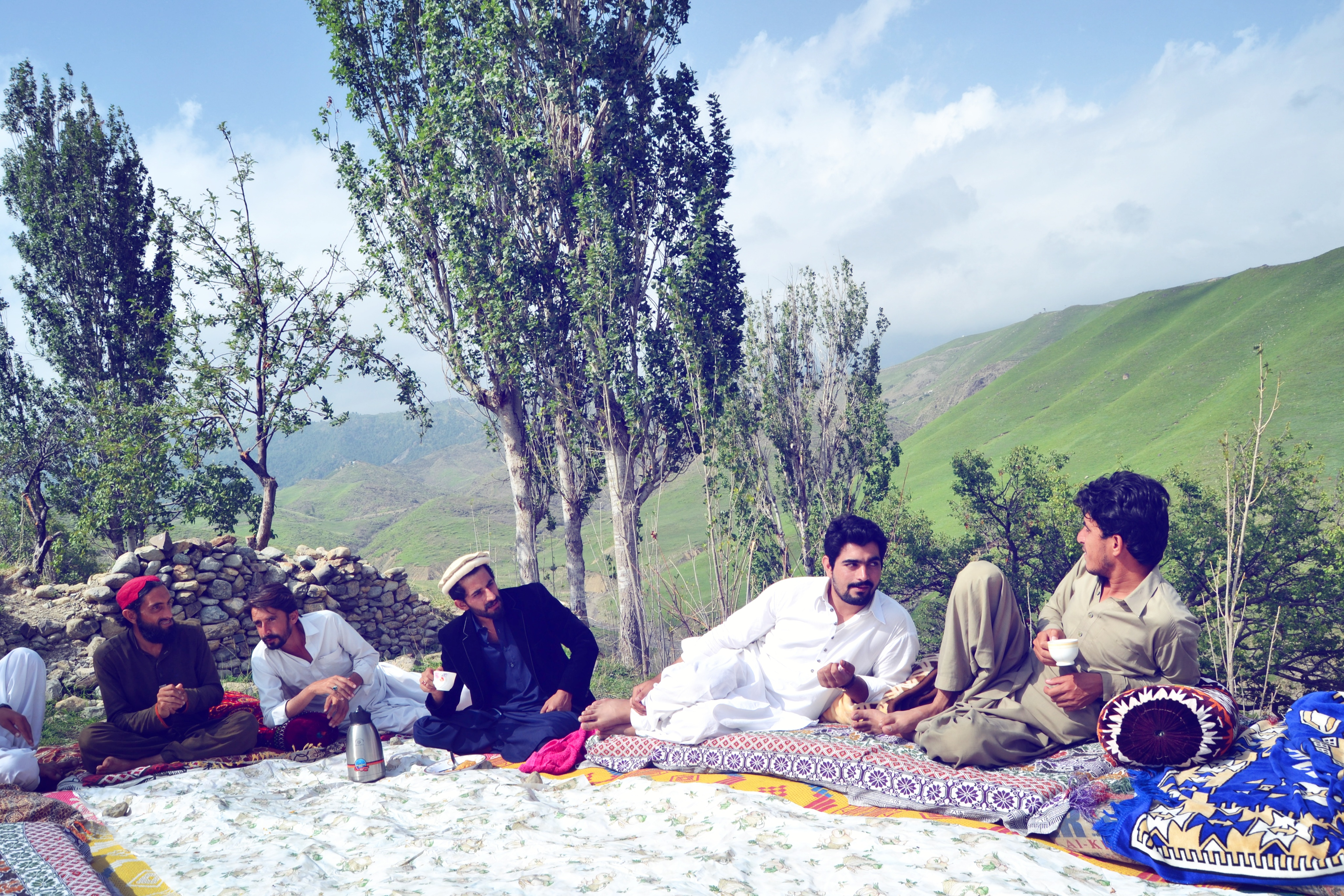
Hommes de tribu au Waziristan du Sud.

La population de la division s'affiche à 3 188 779 habitants selon le recensement de 2023, dont seulement 13,3 % sont urbains. 
L'alphabétisation s'établit à 42 %, bien moins que la moyenne provinciale de 51 %, dont 54 % pour les hommes et 29 % pour les femmes. 
La majorité des habitants de la division sont des Pachtounes et la langue la plus parlée est le pachto, pour près de 58 % d'après le recensement de 2023. On compte une large minorité de locuteurs du saraiki (40 %), une singularité au sein de la province, cette langue étant seulement majoritaire dans le sud de la province voisine du Pendjab. Ils sont même majoritaires dans le district de Dera Ismail Khan (deux-tiers) mais quasiment inexistants au Waziristan du Sud.

## Religion
Largement majoritairement musulmane, la division comprenait toutefois une large minorité hindouiste (presque 13 % en 1941) et une petite minorité sikhe (1 %) avant la partition des Indes et la création du Pakistan en 1947. Dans un contexte d'affrontements inter-religieux, les communautés non-musulmanes ont largement fuit la région pour s'installer en Inde. Depuis lors, la population est quasi-exclusivement musulmane. Selon le recensement de 2023, les hindous et sikhs représentent moins de 0,1 % de la population, soit un peu moins d'un millier d'individus. Les chrétiens sont en revanche plus nombreux qu'en 1941 : presque 8 400 fidèles ou 0,3 % de la population.
| Religion         | 1881    | 1881    | 1901    | 1901    | 1921    | 1921    | 1941,   | 1941,   |
| Religion         | Pop.    | %       | Pop.    | %       | Pop.    | %       | Pop.    | %       |
| ---------------- | ------- | ------- | ------- | ------- | ------- | ------- | ------- | ------- |
| Islam            | 385 244 | 87,23 % | 218 338 | 86,51 % | 218 315 | 83,72 % | 255 757 | 85,79 % |
| Hindouisme       | 54 446  | 12,33 % | 29 434  | 11,66 % | 39 311  | 15,08 % | 39 167  | 13,14 % |
| Sikhisme         | 1 691   | 0,38 %  | 4 362   | 1,73 %  | 1 904   | 0,73 %  | 2 390   | 0,8 %   |
| Christianisme    | 253     | 0,06 %  | 230     | 0,09 %  | 1 237   | 0,47 %  | 810     | 0,27 %  |
| Autres           | 15      | 0 %     | 15      | 0 %     | 0       | 0 %     | 7       | 0 %     |
| Total population | 441 649 | 100 %   | 252 379 | 100 %   | 260 767 | 100 %   | 298 131 | 100 %   |

## Administration

### Villes

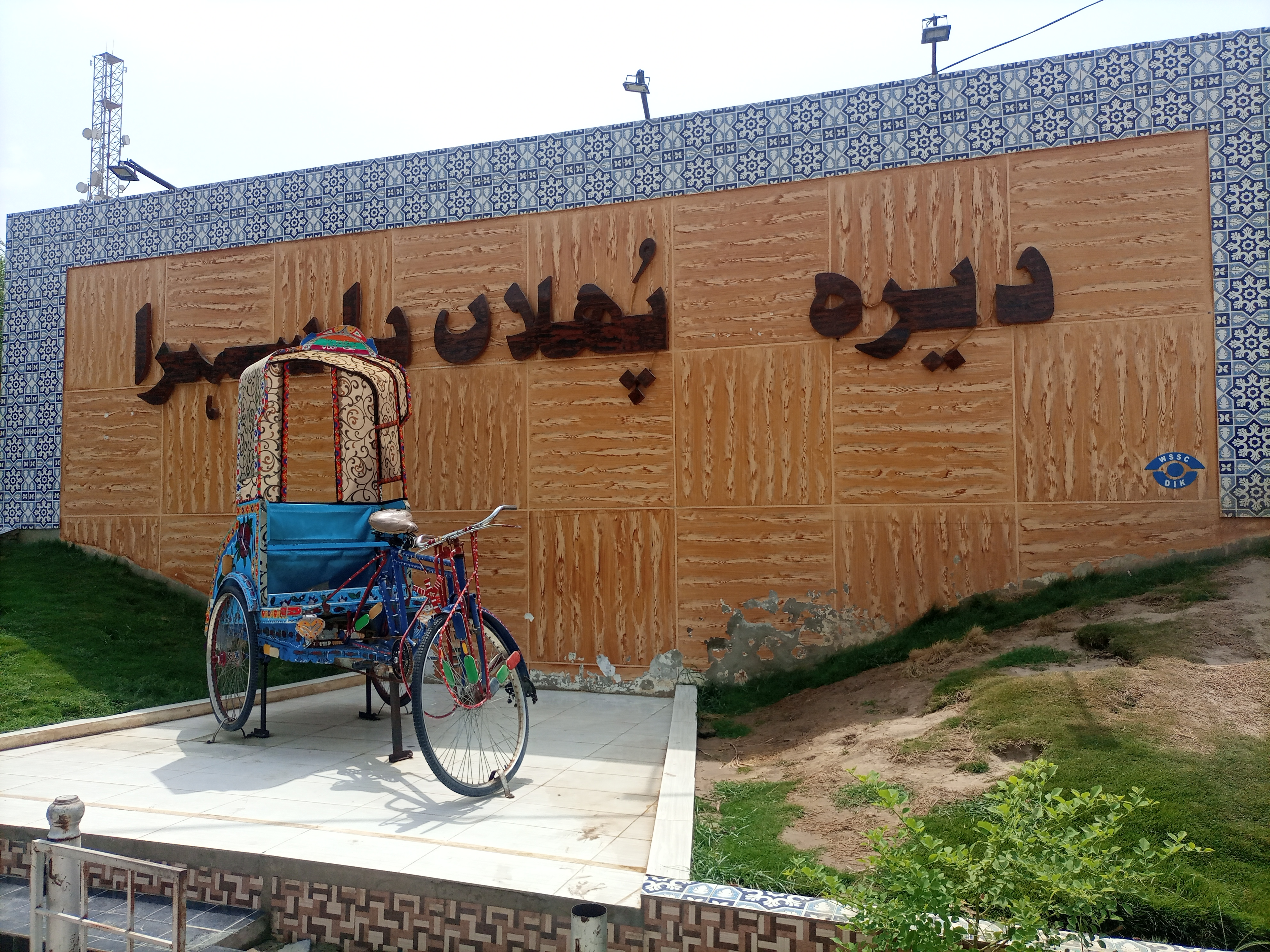
La ville de Dera Ismail Khan.

Essentiellement rurale, la division ne comporte que six villes pour un total d'environ 424 000 habitants. Dera Ismail Khan est la plus grande puisqu'elle regroupe plus de la moitié de la population. 
| Ville            | Population (rec. 2023) |
| ---------------- | ---------------------- |
| Dera Ismail Khan | 220 575                |
| Paharpur         | 76 027                 |
| Tank             | 49 172                 |
| Paroa            | 42 005                 |
| Kulachi          | 24 481                 |
| Paniala          | 11 669                 |

### Districts
| District          | Chef-lieu        | Superficie (km²) | Pop. (2023) | Densité (hab./km²) | Alphabétisée | urbains | pop. - 5 ans |
| ----------------- | ---------------- | ---------------- | ----------- | ------------------ | ------------ | ------- | ------------ |
| Waziristan du Sud | Wana             | 6 619            | 888 675     | 134                | 34 %         | 0       | 17,1 %       |
| Tank              | Tank             | 1 679            | 470 293     | 280                | 41 %         | 12 %    | 17,8 %       |
| Dera Ismail Khan  | Dera Ismail Khan | 7 326            | 1 822 916   | 249                | 47 %         | 21 %    | 15,2 %       |